# Island Records
Island Records és una discogràfica anglesa, filial d'Universal. Island és una de les companyies més importants a nivell mundial, en el qual destaca per tenir música Pop i R&B, i destaquen artistes i grups d'èxit internacional, com Bon Jovi, Sugababes, Mutya Bona, The Feeling, Hoobastank, Ashanti, Mariah Carey, Amy Winehouse, Justin Bieber, B 52 o Keane, entre d'altres. Va ser també el segell de Bob Marley i U2.